# Santol (La Union)
Santol is een gemeente in de Filipijnse provincie La Union in het noordwesten van het eiland Luzon. Bij de laatste census in 2007 had de gemeente bijna 12 duizend inwoners.

## Geografie

### Bestuurlijke indeling
Santol is onderverdeeld in de volgende 11 barangays:
| - Corrooy - Lettac Norte - Lettac Sur - Mangaan - Paagan - Poblacion | - Puguil - Ramot - Sapdaan - Sasaba - Tubaday |

## Demografie
Santol had bij de census van 2007 een inwoneraantal van 11.712 mensen. Dit zijn 510 mensen (4,6%) meer dan bij de vorige census van 2000. De gemiddelde jaarlijkse groei komt daarmee uit op 0,62%, hetgeen lager is dan het landelijk jaarlijks gemiddelde over deze periode (2,04%).